# L'Aérophile
L’Aérophile foi uma revista de aviação francesa publicada entre 1893 e 1947. Ela era descrita como "a publicação aeronáutica líder do Mundo" já em 1910.
A revista L’Aérophile foi fundada e conduzida por muitos anos por Georges Besançon. Em 1898, ela se tornou a publicação oficial do Aéro-Club de France.

## Associações
- Entre 1893 e 1894, a L'Aérophile esteve associada com a Union aérophile de France.[4]
- A partir do final de 1898 ela passou a ser a publicação oficial do Aéro-Club de France.
- Nos seus últimos anos, ela também foi a publicação oficial da associação de alunos (Association des anciens élèves) da École nationale supérieure de l'aéronautique.